# Paul van den Hout
Paul van den Hout ('s-Hertogenbosch, 26 juni 1939 – Amsterdam, 1 december 2015) was een Nederlands dichter (light verse), vertaler en romanschrijver. Van den Hout leverde bijdragen aan het literaire tijdschrift De Tweede Ronde.

## Leven
Hij was de tweede zoon van de schrijver Willem van den Hout alias Willem Waterman alias Willy van der Heide (1915-1985). Hij groeide op bij een stiefvader. Pas op 22-jarige leeftijd ontdekte Paul dat Waterman een nom de plume was van zijn echte vader. Paul is niet getrouwd geweest, maar had in de laatste jaren van zijn leven een vaste vriendin.
Paul van den Hout studeerde Grieks en Latijn in Leiden en Groningen (litt.class.kand.); tijdens zijn studies raakte hij bevriend met Driek van Wissen en Jean Pierre Rawie. Na het afbreken van zijn studie ging hij in Amsterdam wonen.

## Werk
Als dichter publiceerde Van den Hout in het literaire tijdschrift Kort Verhaal, later omgedoopt tot De Tweede Ronde. Daarnaast verschenen er twee dichtbundels van zijn hand en een roman in verzen.
In 2002 werd bij uitgeverij Nijgh & Van Ditmar de dichtbundel Oud heden uitgebracht.
Van den Hout schreef in 2010 een detectiveachtige roman in sonnetten, De Muze en de Misdaad, die in eigen beheer verscheen. Deze roman werd door uitgeverij Boekscout onder de titel Een Moordfeest opnieuw uitgebracht (2013). Het verhaal speelt zich af in het Amsterdamse literaire wereldje. Centraal staat de plotselinge dood van een uitgever: was het de combinatie van alcohol en tropische warmte die hem op dat moordfeest de das had omgedaan?
Bij uitgeverij De Wilde Tomaat kwam in 2021 een bundel uit met nagelaten werk: Nieuw heden.
Als vertaler raakte Van den Hout vooral bekend door zijn Nederlandse vertaling van The Golden Gate (1986) van Vikram Seth, een roman in verzen, verschenen bij Van Oorschot in 1995. Zowel het origineel als de vertaling zijn geheel geschreven in Onegin-/Poeskinstrofen (zie Jevgeni Onegin).
In 2017 verscheen bij uitgeverij De Wilde Tomaat een bundel van Van den Houts nagelaten vertalingen van Doktor Erich Kästners Lyrische Hausapotheke.
Een keuze uit Van den Houts andere vertalingen: Margaret Atwood, The Blind Assassin (De blinde huurmoordenaar), Monica Ali, Brick Lane, Amitav Ghosh, The Hungry Tide (Het hongerig getij), Tom Wolfe, Hooking Up (De wereld en Wolfe).
Voor zijn broodwinning vertaalde Van den Hout een groot aantal titels uit de Bouquetreeks.